# 1253
1253 (MCCLIII) a fost un an obișnuit al calendarului iulian.

## Evenimente
- 10 iunie: Regatul Siciliei este oferit pentru prima dată lui Carol de Anjou, fratele regelui Ludovic al IX-lea al Franței, de către papă; în fața refuzului lui Carol, papa oferă tronul lui Edmund de Lancaster.
- 12 iulie: Carta de fondare a orașului Frankfurt pe Odra, în Brandenburg.

### Nedatate
- mai: Pacea de la Chavez: regele Alfonso al III-lea al Portugaliei cedează Castiliei o parte din Algarva.
- mai: Regele Ludovic al IX-lea al Franței îi încredințează lui Guillaume de Rubroucq sarcina de a-i converti pe mongoli la creștinism.
- iulie: Bătălia de la Westkapelle: Wilhelm al II-lea conte de Olanda, îi înfrânge pe flamanzi.
- Cnezatul de Halici-Volînia se supune mongolilor.
- Imperiul Mongol cucerește Regatul Dali din Laos.
- Imperiul Mongol începe atacurile asupra musulmanilor din Siria și Egipt.
- Ludovic al IX-lea al Franței reconstruiește fortificațiile cruciate din zona costieră a Siriei (Accra, Caesarea, Jaffa, Sidon) și reconciliază raporturile dintre Principatul de Antiohia și armeni.
- Mongolii distruge confederația Thai.
- Papa Inocențiu al IV-lea respinge forțele lui Conrad al IV-lea al Germaniei, după care oferă tronul Siciliei lui Edmund⁠(d), fiul regelui Henric al III-lea al Angliei.
- Papa Inocențiu al IV-lea revine la Roma, după ce vreme de nouă ani se refugiase din fața împăratului Frederic al II-lea de Hohenstaufen.
- Praga devine centrul administrativ al Boemiei.
- Reafirmarea valabilității prevederilor din Magna Charta de către regele Henric al III-lea al Angliei.
- Regele Ludovic al IX-lea al Franței încheie un tratat cu mamelucii, prin care se aliază împotriva ayyubizilor din Siria; se promite eliberarea Ierusalimului, Bethleemului și a întregului teritoriu de la vest de Iordan; la instigarea califului însă, mamelucii încheie pace cu sirienii.
- Saray-Berke devine capitala Hoardei de Aur.
- Stanislas⁠(d) de Cracovia este canonizat.
- Suveranul Hafsid al Tunisului ia numele de calif.

## Arte, științe, literatură și filozofie
- Cronicarul Matei de Paris scrie Historia Anglorum.
- Fondarea abației Sligo, în Irlanda.
- Se încheie construcția basilicii San Francesco⁠(d) din Assisi, în Italia.

## Nașteri
- Hugues al II-lea, viitor rege al Ciprului (d. 1267)
- Ioan I, viitor duce de Brabant (d. 1294)
- Ștefan Uroš al II-lea Milutin⁠(d), viitor rege al Serbiei (d. 1321)
- Ulrich al II-lea de Württemberg (d. ?)

## Decese
- 19 ianuarie: Dogen, fondator japonez al școlii Soto⁠(d) a budismului Zen (n. ?)
- 9 februarie: Bogufal al II-lea, episcop de Poznan (n. ?)
- 23 septembrie: Vaclav I⁠(d), rege al Boemiei (n. ?)
- 9 octombrie: Robert Grosseteste⁠(d), om de stat și teolog englez (n.c. 1175)
- Amadeo al IV-lea, conte de Savoia (n. ?)
- Regele Henric I al Ciprului (n. 1217)

## Înscăunări
- 6 iulie: Mindaugas, rege al Lituaniei.

- 14 iulie: Teobald al II-lea, rege al Navarei și conte de Champagne (1253-1270)

- 23 septembrie: Ottokar al II-lea, rege al Boemiei (1253-1278)

- 29 noiembrie: Ludovic al II-lea cel Sever, duce de Bavaria.

- Daniel de Galiția, în Halici.